# 夏洛特霍爾 (馬里蘭州)
夏洛特霍爾（英語：Charlotte Hall）是位於美國馬里蘭州聖瑪麗斯縣的一個普查規定居民點。

## 人口
根據2020年美國人口普查的數據，夏洛特霍爾的面積為13.13平方千米，當中陸地面積為13.11平方千米，而水域面積為0.02平方千米。當地共有人口1388人，而人口密度為每平方千米105.71人。